# Droga krajowa nr 79 (Polska)
Droga krajowa nr 79 – droga krajowa klasy S, GP oraz G przebiegająca z centralnej przez południowo-wschodnią do południowej części kraju. Jeden z pięciu traktów komunikacyjnych łączących Katowice i Kraków (poza DW780, A4, DK44 i DK94), oraz jeden z dwóch łączących Warszawę i Kraków (poza S7). Większość trasy podąża za biegiem Wisły.

## Klasa drogi
Droga posiada parametry klasy GP na odcinkach:
- w Sandomierzu (ul. Kwiatkowskiego – ul. Jana Pawła II)
- Kraków – Modlniczka – Trzebinia – Chrzanów – Jaworzno – Katowice – Chorzów – Bytom

zaś parametry klasy G na odcinkach:
- Warszawa – Kozienice – Zwoleń – Sandomierz
- Sandomierz – Połaniec – Koszyce - Nowe Brzesko – Kraków[2]

## Historia numeracji
Na przestrzeni lat trasa posiadała różne oznaczenia i klasyfikacje:

| Numer | Kategoria                                                                        | Przebieg | Lata obowiązywania               | Źródło | Uwagi |
| ----- | -------------------------------------------------------------------------------- | --- | -------------------------------- | --- | --- |
| 121   | • droga państwowa: do 1985 r. • droga krajowa: od 30 IX 1985                     | Warszawa – Góra Kalwaria | lata 70. – 1986                  | - Mapa samochodowa Polski 1:1 000 , wyd. jedenaste, Warszawa: Państwowe Przedsiębiorstwo Wydawnictw Kartograficznych, 1972. Brak numerów stron w książce - Samochodowy atlas Polski 1:500 000. Wyd. V. Warszawa: Państwowe Przedsiębiorstwo Wydawnictw Kartograficznych, 1979. ISBN 83-7000-017-7. Brak numerów stron w książce - Samochodowy atlas Polski 1:500 000. Wyd. VI. Warszawa: Państwowe Przedsiębiorstwo Wydawnictw Kartograficznych, 1980. Brak numerów stron w książce - Samochodowy atlas Polski 1:500 000. Wyd. IX. Warszawa: Państwowe Przedsiębiorstwo Wydawnictw Kartograficznych, 1984. Brak numerów stron w książce | dozwolony ruch ciężki – dopuszczalny nacisk na oś do 10 ton |
| ?     | • droga drugorzędna / droga państwowa: do 1985 r. • droga krajowa: od 30 IX 1985 | Góra Kalwaria – Kozienice – Zwoleń – Lipsko – Ożarów – Sobótka – Sandomierz                                                                  | lata 70. – 1986                  | - Mapa samochodowa Polski 1:1 000 , wyd. jedenaste, Warszawa: Państwowe Przedsiębiorstwo Wydawnictw Kartograficznych, 1972. Brak numerów stron w książce - Samochodowy atlas Polski 1:500 000. Wyd. V. Warszawa: Państwowe Przedsiębiorstwo Wydawnictw Kartograficznych, 1979. ISBN 83-7000-017-7. Brak numerów stron w książce - Samochodowy atlas Polski 1:500 000. Wyd. VI. Warszawa: Państwowe Przedsiębiorstwo Wydawnictw Kartograficznych, 1980. Brak numerów stron w książce - Samochodowy atlas Polski 1:500 000. Wyd. IX. Warszawa: Państwowe Przedsiębiorstwo Wydawnictw Kartograficznych, 1984. Brak numerów stron w książce | - nieznane oznaczenie przed 1986 r. - na podstawie materiałów źródłowych: - droga drugorzędna na odc. Góra Kalwaria – Ożarów - droga państwowa na odc. Ożarów – Sandomierz (krótkotrwale) |
| 217   | • droga państwowa: do 1985 r. • droga krajowa: od 30 IX 1985                     | Sandomierz – Łoniów – Połaniec – Pacanów – Koszyce – Nowe Brzesko – Kraków                                                                   | lata 70. – 1986                  | - Mapa samochodowa Polski 1:1 000 , wyd. jedenaste, Warszawa: Państwowe Przedsiębiorstwo Wydawnictw Kartograficznych, 1972. Brak numerów stron w książce - Samochodowy atlas Polski 1:500 000. Wyd. V. Warszawa: Państwowe Przedsiębiorstwo Wydawnictw Kartograficznych, 1979. ISBN 83-7000-017-7. Brak numerów stron w książce - Samochodowy atlas Polski 1:500 000. Wyd. VI. Warszawa: Państwowe Przedsiębiorstwo Wydawnictw Kartograficznych, 1980. Brak numerów stron w książce - Samochodowy atlas Polski 1:500 000. Wyd. IX. Warszawa: Państwowe Przedsiębiorstwo Wydawnictw Kartograficznych, 1984. Brak numerów stron w książce | |
| ?     | droga drugorzędna                                                                | Kraków – Krzeszowice – Trzebinia – Chrzanów – Jaworzno – Sosnowiec – Mysłowice – Katowice – Chorzów – Bytom                                  | do lat 70.                       | Atlas samochodowy Polski 1:500 000. Wyd. IV. Warszawa: Państwowe Przedsiębiorstwo Wydawnictw Kartograficznych, 1965. Brak numerów stron w książce | nieznane oznaczenie |
| E22a  | droga międzynarodowa                                                             | Kraków – Krzeszowice – Trzebinia – Chrzanów – Jaworzno – Sosnowiec – Mysłowice – Katowice – Chorzów – Bytom                                  | lata 70. – 1985                  | - Mapa samochodowa Polski 1:1 000 , wyd. jedenaste, Warszawa: Państwowe Przedsiębiorstwo Wydawnictw Kartograficznych, 1972. Brak numerów stron w książce - Samochodowy atlas Polski 1:500 000. Wyd. V. Warszawa: Państwowe Przedsiębiorstwo Wydawnictw Kartograficznych, 1979. ISBN 83-7000-017-7. Brak numerów stron w książce - Samochodowy atlas Polski 1:500 000. Wyd. VI. Warszawa: Państwowe Przedsiębiorstwo Wydawnictw Kartograficznych, 1980. Brak numerów stron w książce - Samochodowy atlas Polski 1:500 000. Wyd. IX. Warszawa: Państwowe Przedsiębiorstwo Wydawnictw Kartograficznych, 1984. Brak numerów stron w książce | |
| 723   | droga krajowa                                                                    | Warszawa – Góra Kalwaria – Magnuszew – Kozienice – Zwoleń – Lipsko – Ożarów – Sandomierz                                                     | 14 II 1986 – 2000                | - Uchwała nr 192 Rady Ministrów z dnia 2 grudnia 1985 r. w sprawie zaliczenia dróg do kategorii dróg krajowych (M.P. z 1986 r. nr 3, poz. 16) - Rozporządzenie Rady Ministrów z dnia 15 grudnia 1998 r. w sprawie ustalenia wykazu dróg krajowych i wojewódzkich (Dz.U. z 1998 r. nr 160, poz. 1071) - Polska: atlas samochodowy 1:300 000. Wyd. pierwsze. Warszawa/Wrocław: Polskie Przedsiębiorstwo Wydawnictw Kartograficznych, 1992. ISBN 83-7000-080-0. Brak numerów stron w książce - Mapa samochodowa Polski 1:700 000, wyd. 1, Szczecin: Wydawnictwo Kartograficzne KOMPAS, 1996, ISBN 83-904373-2-5. Brak numerów stron w książce - Mapa samochodowa Polski 1:700 000, wyd. II Zmienione i poprawione, Szczecin: Wydawnictwo Kartograficzne KOMPAS, 1997, ISBN 83-904373-3-3. Brak numerów stron w książce                                                                                               | dozwolony ruch ciężki – dopuszczalny nacisk na oś do 10 ton |
| 777   | droga krajowa                                                                    | Kraków – Nowe Brzesko – Połaniec – Sandomierz                                                                                                | 14 II 1986 – 2000                | - Uchwała nr 192 Rady Ministrów z dnia 2 grudnia 1985 r. w sprawie zaliczenia dróg do kategorii dróg krajowych (M.P. z 1986 r. nr 3, poz. 16) - Rozporządzenie Rady Ministrów z dnia 15 grudnia 1998 r. w sprawie ustalenia wykazu dróg krajowych i wojewódzkich (Dz.U. z 1998 r. nr 160, poz. 1071) - Polska: atlas samochodowy 1:300 000. Wyd. pierwsze. Warszawa/Wrocław: Polskie Przedsiębiorstwo Wydawnictw Kartograficznych, 1992. ISBN 83-7000-080-0. Brak numerów stron w książce - Mapa samochodowa Polski 1:700 000, wyd. 1, Szczecin: Wydawnictwo Kartograficzne KOMPAS, 1996, ISBN 83-904373-2-5. Brak numerów stron w książce - Mapa samochodowa Polski 1:700 000, wyd. II Zmienione i poprawione, Szczecin: Wydawnictwo Kartograficzne KOMPAS, 1997, ISBN 83-904373-3-3. Brak numerów stron w książce                                                                                               | dozwolony ruch ciężki – dopuszczalny nacisk na oś do 10 ton |
| 914   | droga krajowa                                                                    | Bytom – Chorzów – Katowice – Jaworzno – Chrzanów – Trzebinia – Kraków                                                                        | 14 II 1986 – 2000                | - Uchwała nr 192 Rady Ministrów z dnia 2 grudnia 1985 r. w sprawie zaliczenia dróg do kategorii dróg krajowych (M.P. z 1986 r. nr 3, poz. 16) - Rozporządzenie Rady Ministrów z dnia 15 grudnia 1998 r. w sprawie ustalenia wykazu dróg krajowych i wojewódzkich (Dz.U. z 1998 r. nr 160, poz. 1071) - Polska: atlas samochodowy 1:300 000. Wyd. pierwsze. Warszawa/Wrocław: Polskie Przedsiębiorstwo Wydawnictw Kartograficznych, 1992. ISBN 83-7000-080-0. Brak numerów stron w książce - Mapa samochodowa Polski 1:700 000, wyd. 1, Szczecin: Wydawnictwo Kartograficzne KOMPAS, 1996, ISBN 83-904373-2-5. Brak numerów stron w książce - Mapa samochodowa Polski 1:700 000, wyd. II Zmienione i poprawione, Szczecin: Wydawnictwo Kartograficzne KOMPAS, 1997, ISBN 83-904373-3-3. Brak numerów stron w książce                                                                                               | |
| 79    | droga krajowa                                                                    | Warszawa – Kozienice – Zwoleń – Sandomierz – Połaniec – Nowe Brzesko – Kraków – Trzebinia – Chrzanów – Jaworzno – Katowice – Chorzów – Bytom | od 2000, z późniejszymi zmianami | - Zarządzenie nr 6 Generalnego Dyrektora Dróg Publicznych z dnia 9 maja 2000 r. w sprawie nowych numerów dróg krajowych · (wykaz dróg w archiwum Rzeczpospolitej ) - Polska: mapa samochodowa z podziałem administracyjnym 1:700 000, wyd. XII Zmienione, poprawione i uaktualnione, Szczecin: Wydawnictwo Kartograficzne KOMPAS, 2004, ISBN 83-904373-7-6. Brak numerów stron w książce - Polska: mapa samochodowa z podziałem administracyjnym 1:700 000, wyd. XIV Zmienione, poprawione i uaktualnione, Szczecin: Wydawnictwo Kartograficzne KOMPAS, 2005, ISBN 83-904373-7-6. Brak numerów stron w książce - Polska 2016: mapa samochodowa 1:700 000, wyd. XXVII, Dom Wydawniczy PWN, 2016, ISBN 978-83-7705-942-5. Brak numerów stron w książce - Atlas samochodowy Polski 1:200 000 dla profesjonalistów. Wyd. IX. Warszawa: Dom Wydawniczy PWN, 2017. ISBN 978-83-7705-978-4. Brak numerów stron w książce | - ograniczenia dla ruchu ciężkiego - lokalne zmiany przebiegu w Warszawie – oddanie do użytku drogi S79                                                                                   |

## Dopuszczalny nacisk na oś
Od 13 marca 2021 roku na drodze dozwolony jest ruch pojazdów o nacisku pojedynczej osi napędowej do 11,5 tony.

### Do 13 marca 2021
We wcześniejszych latach droga krajowa nr 79 była objęta ograniczeniami dopuszczalnego nacisku pojedynczej osi:
| Znak | Dopuszczalny nacisk | Lata obowiązywania | Odcinek |
| ---- | ------------------- | ------------------ | --- |
| DK79 | do 10 ton           | 2000–2005          | na całej długości |
| DK79 | do 10 ton           | 2005–20xx          | - Warszawa – Góra Kalwaria - Konary – Kozienice – Zwoleń - Lipsko – Czekarzewice - Nowe Brzesko – Kraków – Trzebinia – Chrzanów – Jaworzno - Katowice – Chorzów – Bytom |
| DK79 | do 10 ton           | 2010–2012          | - Warszawa 7 – Góra Kalwaria – Potycz 731 - Magnuszew 736 – Kozienice – Zwoleń – Sandomierz – Połaniec – Nowe Brzesko – Kraków – Trzebinia – Chrzanów – Jaworzno 4 - Katowice 86 – Chorzów – Bytom 94 |
| DK79 | do 10 ton           | 2012–2015          | - Warszawa 7 – Góra Kalwaria – Potycz 731 - Magnuszew 736 – Kozienice – Zwoleń – Sandomierz – Połaniec – Nowe Brzesko – Kraków – Trzebinia – Chrzanów – Sosnowiec 1 - Katowice – Chorzów – Bytom 94 |
| DK79 | do 10 ton           | 2015–2017          | - Warszawa 7 – Warszawa (węzeł „Marynarska”) - Warszawa (2, węzeł „Południe”) – Góra Kalwaria – Potycz 731 - Magnuszew 736 – Kozienice – Zwoleń (12, ul. Wojska Polskiego) - Zwoleń (12, ul. Puławska) – Sandomierz – Połaniec – Nowe Brzesko – Kraków – Trzebinia – Chrzanów – Sosnowiec 1 - granica miast Mysłowice i Katowice – Chorzów – Bytom 94                                     |
| DK79 | do 10 ton           | 2017–2021          | - Warszawa 7 – Warszawa (węzeł „Marynarska”) - Warszawa 2, węzeł „Puławska”) – Góra Kalwaria – Potycz 731 - Magnuszew 736 – Kozienice – Zwoleń (12, ul. Wojska Polskiego) - Zwoleń (12, ul. Jana Kochanowskiego) – Sandomierz 77 - Sandomierz 77 – Połaniec – Nowe Brzesko – Kraków 7 - 94 – Trzebinia – Chrzanów – Sosnowiec 1 - granica miast Mysłowice i Katowice – Chorzów – Bytom 94 |
| DK79 | do 8 ton            | 2012–2015          | - Potycz 731 – Magnuszew 736 - Sosnowiec 1 – Katowice |
| DK79 | do 8 ton            | 2015–2021          | - Potycz 731 – Magnuszew 736 - Sosnowiec 1 – granica miast Mysłowice i Katowice |

## Ważniejsze miejscowości leżące na trasie 79

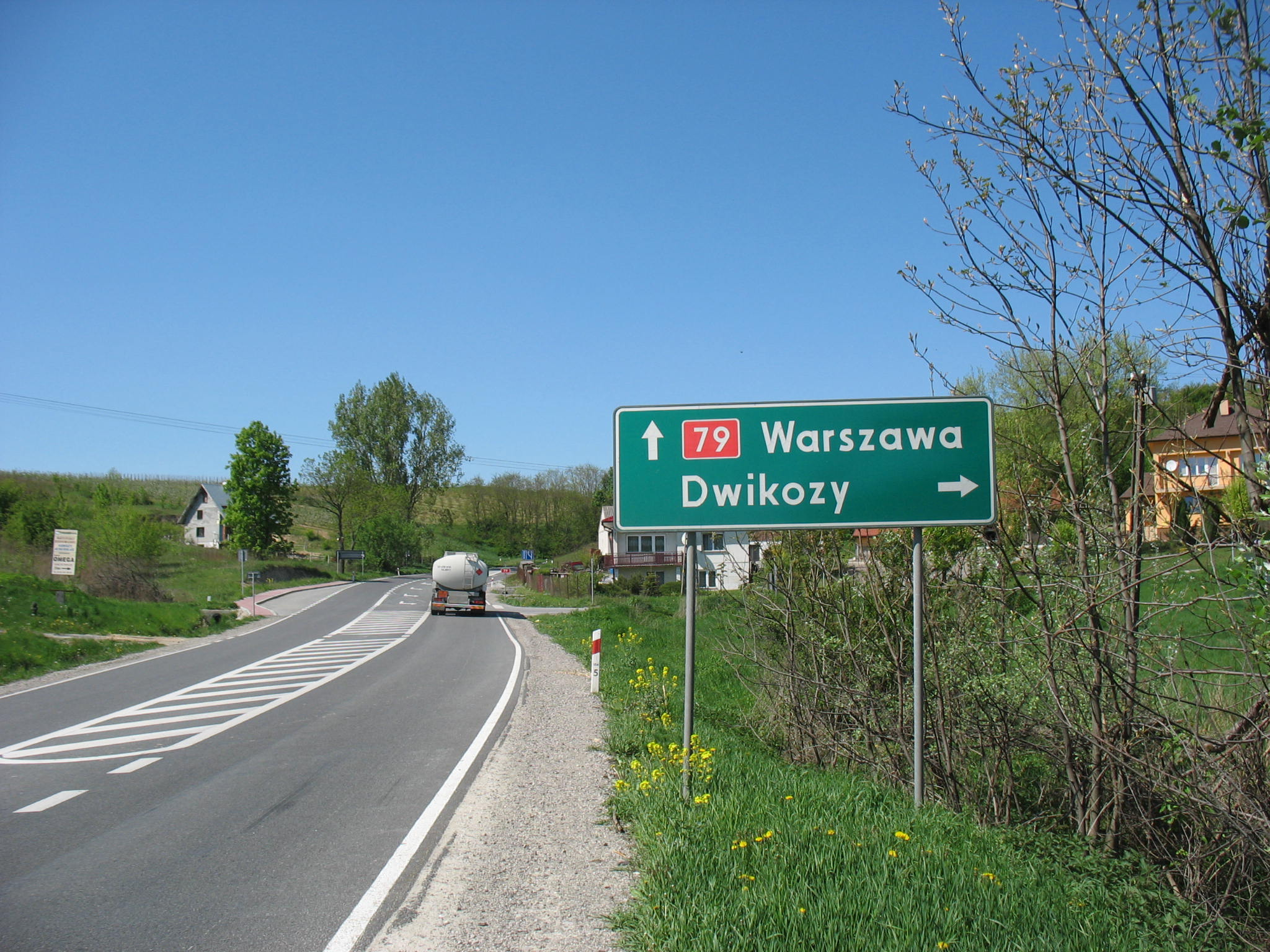
DK79 w Wysiadłowie

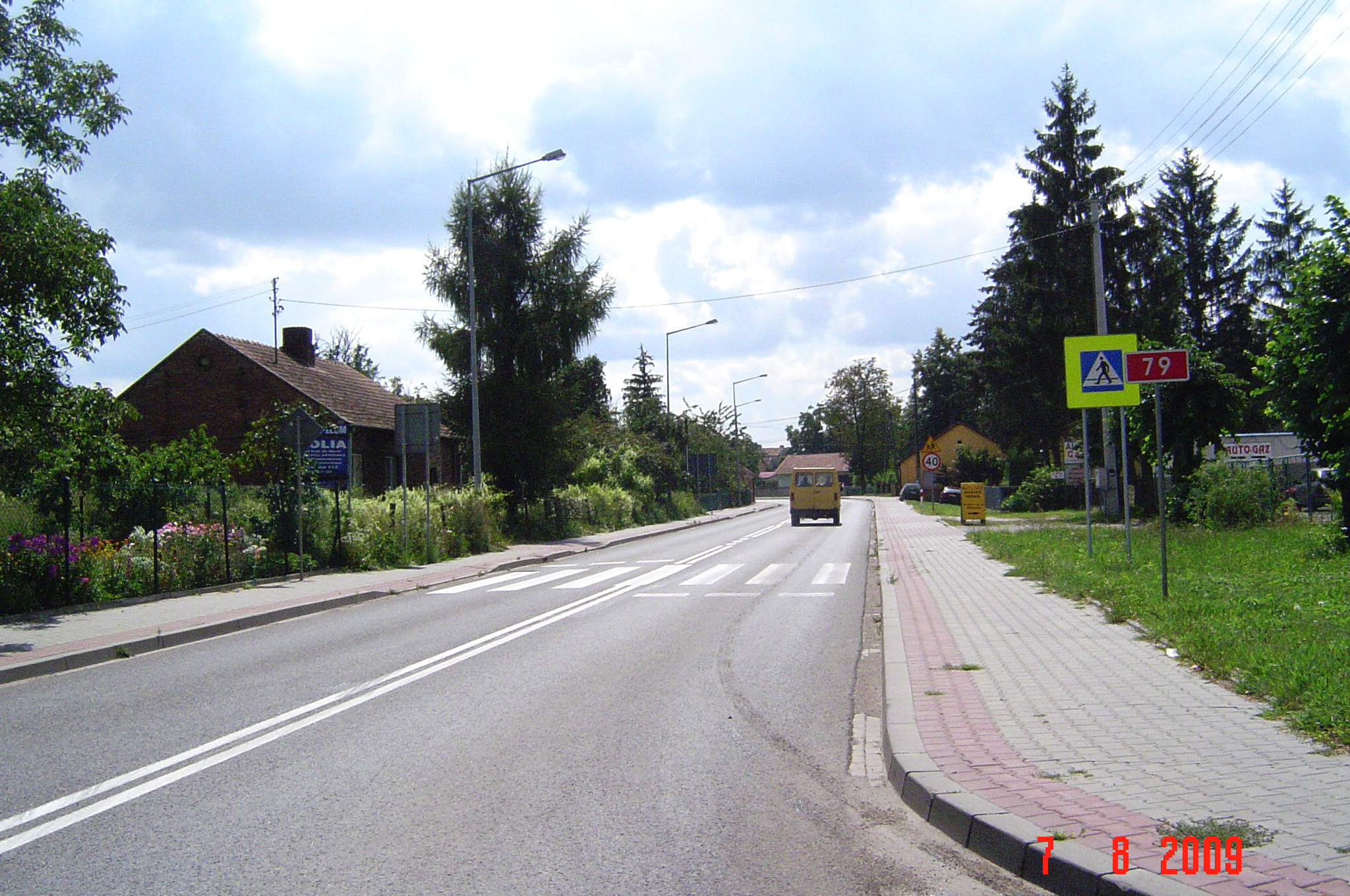
DK79 w Opatowcu

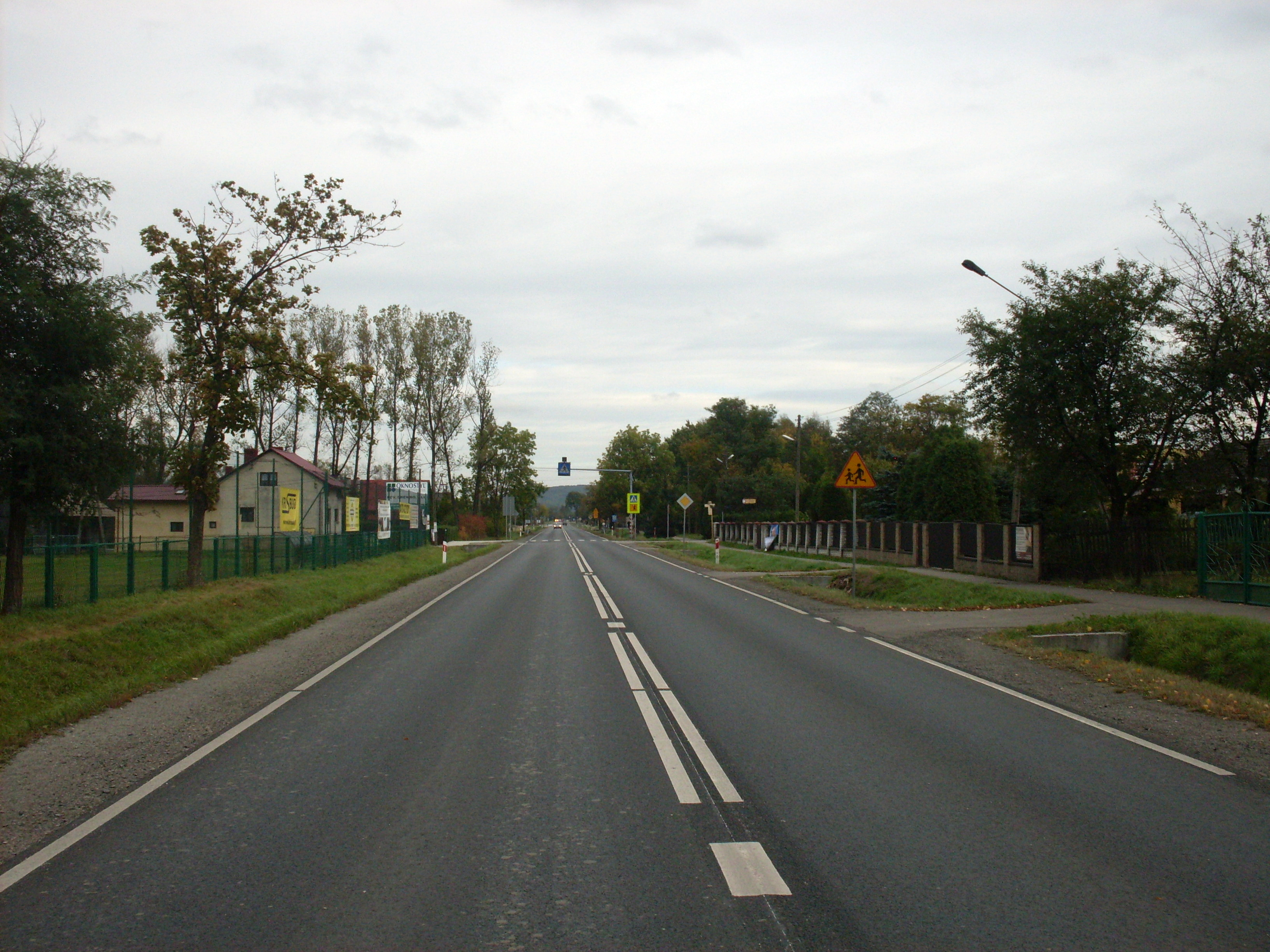
DK79 w Woli Filipowskiej

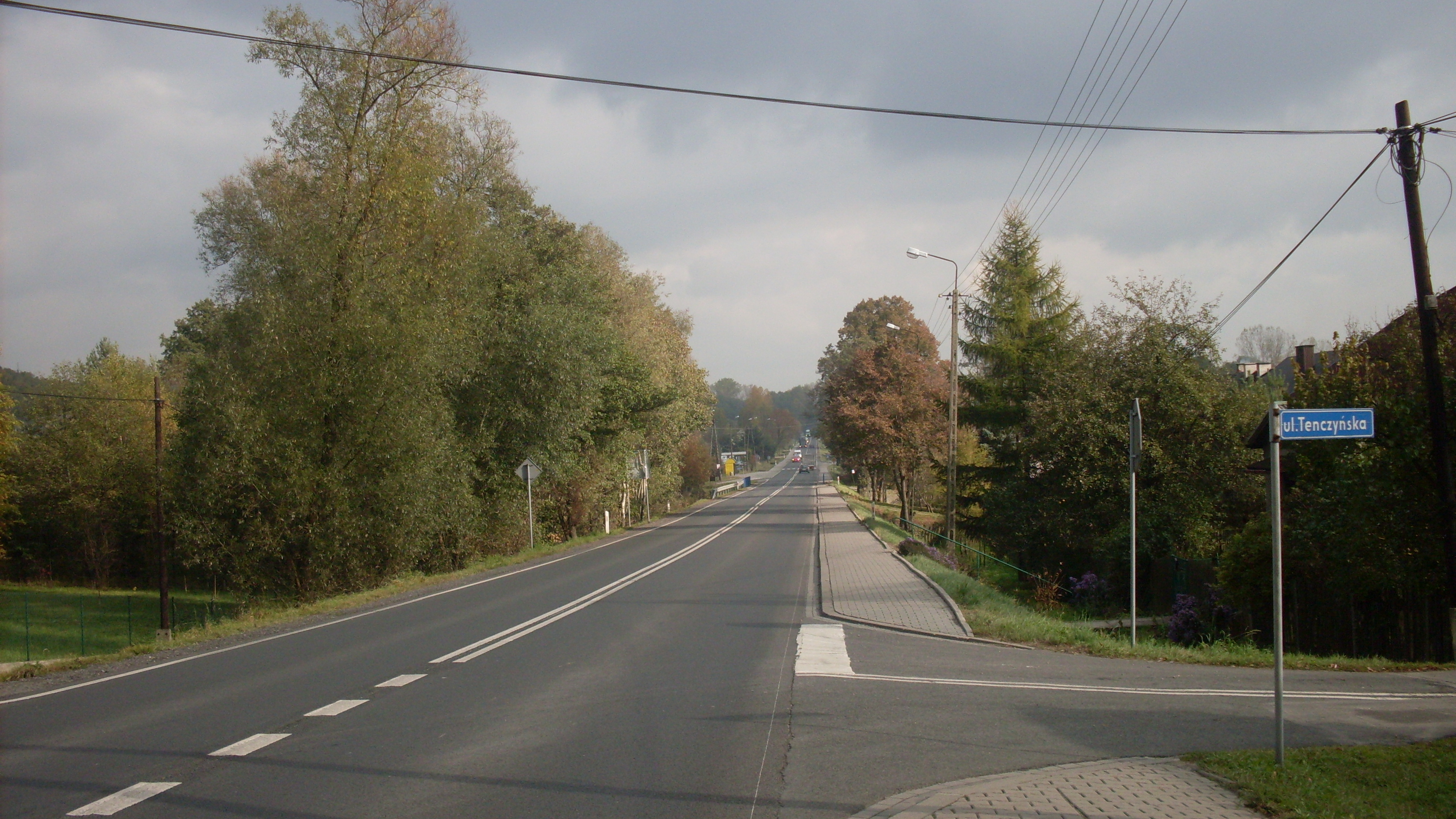
DK79 w Dulowej

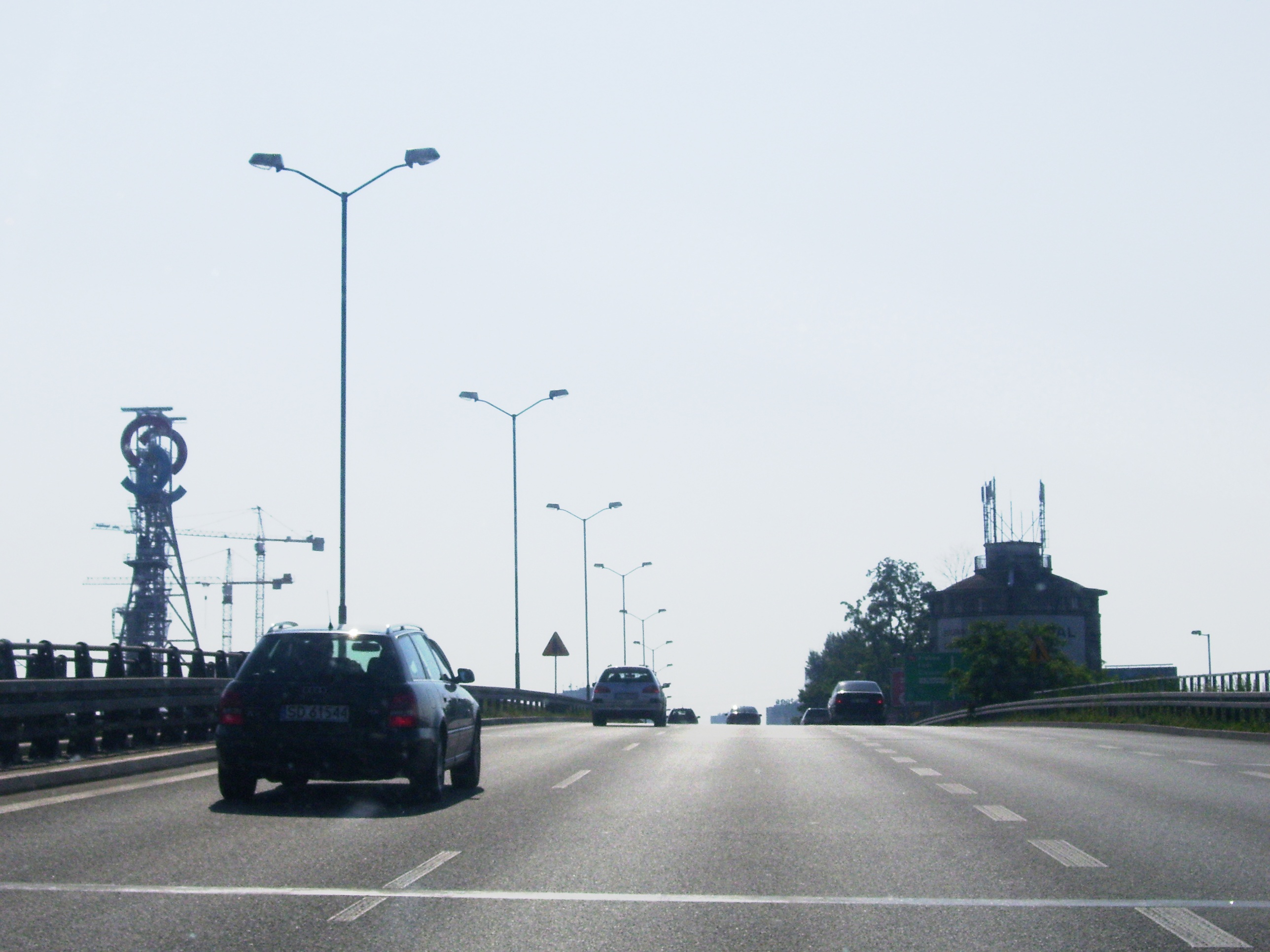
DK79 w Katowicach

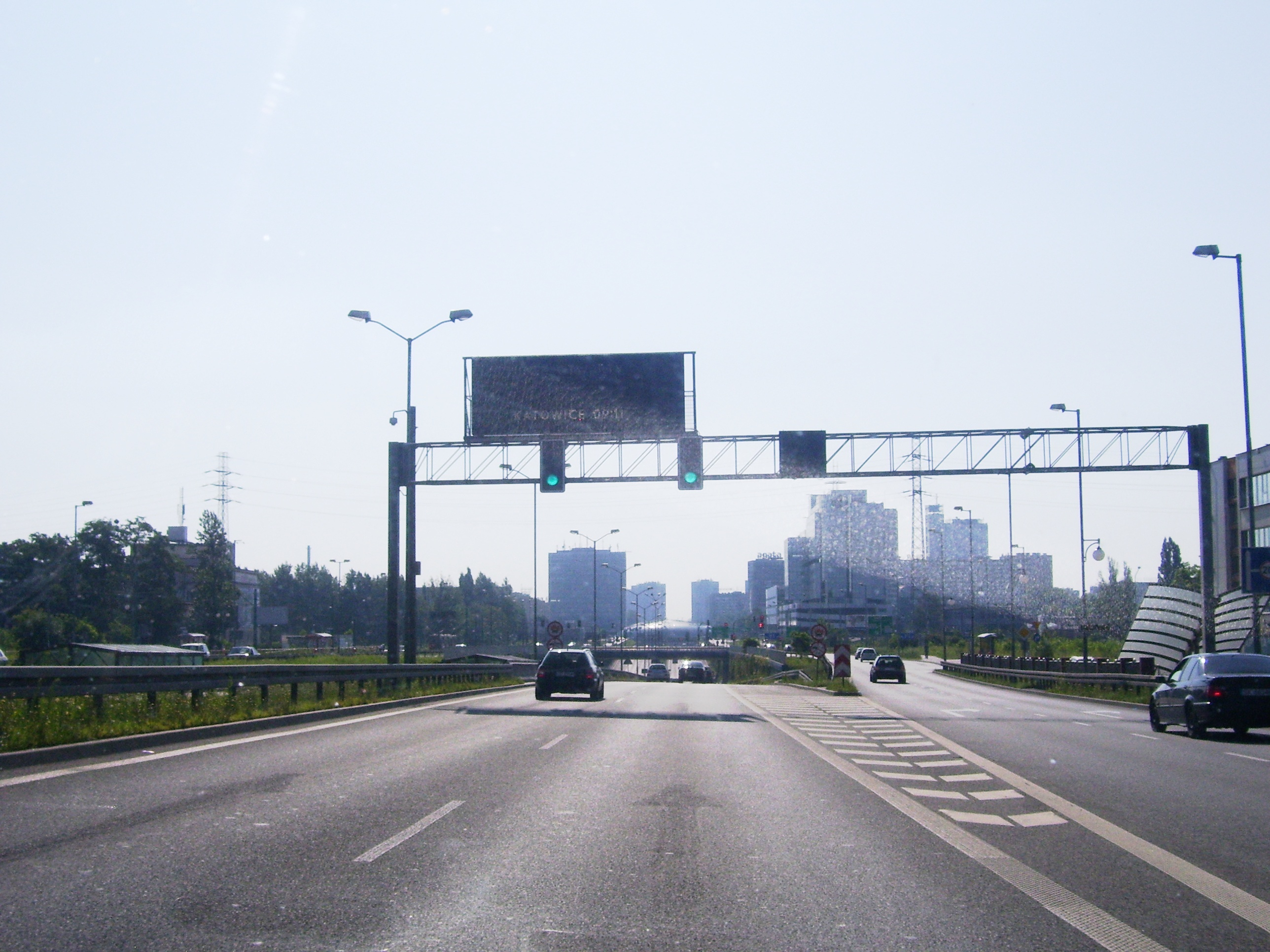
Wjazd pod rondo gen. Ziętka w Katowicach

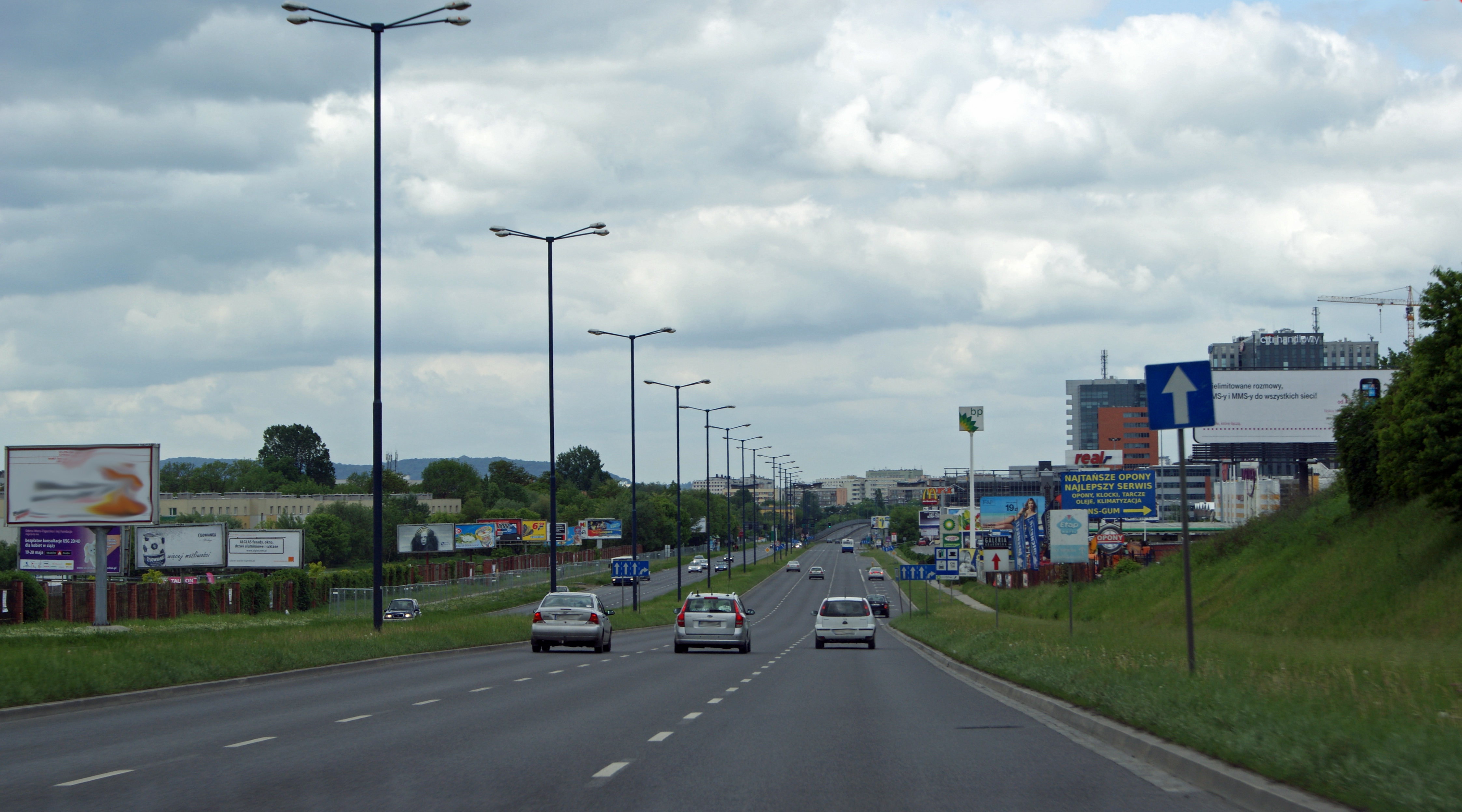
Aleja gen. Tadeusza Bora-Komorowskiego w Krakowie

- Warszawa (S2, S7, S8, S79, DK61, DK92) – obwodnica S79 (częściowo)
- Piaseczno
- Góra Kalwaria (DK50) – obwodnica
- Magnuszew
- Ryczywół
- Kozienice (DK48)
- Garbatka-Letnisko
- Zwoleń (DK12) – obwodnica planowana w ramach programu budowy 100 obwodnic
- Ciepielów
- Lipsko – obwodnica planowana w ramach programu budowy 100 obwodnic
- Tarłów
- Ożarów
- Wyszmontów (DK74)
- Sandomierz (DK77) – obwodnica miejska
- Samborzec
- Koprzywnica
- Łoniów (DK9)
- Osiek – obwodnica planowana w ramach programu budowy 100 obwodnic
- Połaniec
- Łubnice
- Pacanów (DK73) – obwodnica
- Nowy Korczyn
- Opatowiec
- Koszyce
- Nowe Brzesko
- Wawrzeńczyce
- Kraków (A4, S7, S52, DK44, DK75, DK94)
- Zabierzów – obwodnica planowana
- Rudawa
- Krzeszowice
- Wola Filipowska
- Dulowa
- Młoszowa
- Trzebinia (A4)
- Chrzanów (A4)
- Jaworzno (A4)
- Sosnowiec (S1, S86, DK86, DK94)
- Mysłowice (A4, S1)
- Katowice (A4, S86, DK81, DK86)
- Chorzów
- Bytom (A1, DK11, DK78, DK88, DK94)

### Szczegóły przebiegu

#### Warszawa
ul. Łopuszańska – ul. Hynka – ul. Sasanki – ul. Pilotów (S79) – węzeł Warszawa Lotnisko – al. Legionów Piłsudskiego (odc. wspólny z S2) – węzeł Warszawa Puławska – ul. Puławska

#### Piaseczno – Góra Kalwaria
- długość odcinka 16 km
  - Mysiadło
    - skrzyżowanie ulic Geodetów (Piaseczno), Łabędzia (Mysiadło)

  - Piaseczno
    - skrzyżowanie ul. Energetyczna
    - skrzyżowanie ul. Okulickiego
    - skrzyżowanie ul. Chyliczkowska
    - skrzyżowanie ul. Księcia Janusza I Starego

  - Żabieniec
  - Pilawa
  - Tomice
  - Kąty
  - Góra Kalwaria

#### Powiat opatowski
- długość odcinka 35 km
- biegnie przez gminy: Tarłów i Ożarów
- przebieg:
  - Czekarzewice Pierwsze (DW754)
  - Tarłów
  - Wólka Tarłowska
  - Wólka Lipowa
  - Bronisławów
  - Karsy
    - Cementownia Ożarów

  - Ożarów (DW755)
  - Wyszmontów (DK74)
  - Wlonice
  - Przybysławice
  - Jakubowice
  - Sobótka

#### Powiat krakowski
- biegnie przez gminy: Igołomia-Wawrzeńczyce, Wielka Wieś, Zabierzów i Krzeszowice
- przebieg:
  - Wawrzeńczyce
  - Igołomia
  - Zofipole
  - Pobiednik Wielki

#### Kraków
- ul. Igołomska
- ul. Tadeusza Ptaszyckiego
- Plac Centralny im. Ronalda Reagana
- al. Generała Władysława Andersa
- al. Tadeusza "Bora" Komorowskiego
- ul. Lublańska (estakada nad rondem Polsadu)
- ul. Opolska (estakada nad Al. 29 listopada, DK7)
- Rondo Ofiar Katynia (estakada nad ul. Armii Krajowej)
- ul. Walerego Eljasza Radzikowskiego
- ul. Pasternik
- ul. Profesora Adama Różańskiego

#### Powiat krakowski
- kontynuacja przebiegu w tym powiecie
  - Modlniczka (DK94) (S52 DK7 E77)
  - Zabierzów – ul. Krakowska: przejazd pod linią kolejową nr 133, most na rzece Rudawa, DW774, zjazd w ul. Kolejową do stacji PKP Zabierzów; ul. Śląska
  - Kochanów – zjazd w kierunku Kleszczowa), zjazd w kierunku Niegoszowic
  - Rudawa – zjazd w kierunku: centrum wsi, stacji PKP Rudawa, Radwanowic, Brzezinki; zjazd w kierunku Nielepic, zjazdy w kierunku Młynki
  - Nawojowa Góra – ul Krakowska: zjazd w kierunku Pisar; zjazd w ul. Nawoja w kierunku Frywałdu, Gwoźdźca
  - Krzeszowice – ul. Kościuszki: most na rzece Krzeszówka, przejazd nad linią kolejową nr 133, zjazd w ul. Krakowską do centrum; skrzyżowanie z ul. 3 Maja, św. Floriana (Centrum Komunikacyjne, dworzec PKP); skrzyżowanie z ul. Daszyńskiego (dojazd do centrum, dojazd do Tenczynka), most na rzece Krzeszówka, most na rzece Filipówka, zjazd w ul. Sienkiewicza (ślepa uliczka, dawniej dojazd do Tenczynka), ul. Trzebińska
  - Wola Filipowska – ul. Krzeszowicka (zjazd w ul. Kolejową w kierunku stacji PKP Wola Filipowska, Rudna), ul. Chrzanowska (zjazd w ul. Filipowicką w kierunku Filipowic)

#### Powiat chrzanowski
- długość odcinka – ok. 15 km
- biegnie przez gminy: Trzebinia, Chrzanów
- przebieg:
  - wieś Dulowa – ok. 2 kilometra; zjazdy:
    - do Puszczy Dulowskiej
    - do Karniowic,Psar i Olkusza
    - do przystanku PKP Dulowa)

  - wieś Młoszowa – ok. 5 kilometra (przejazd ul. Krakowską)
  - miasto Trzebinia – ok. 6-8 kilometra (przejazd ul. Krakowską, Kościuszki, Długą); zjazdy:
    - w kierunku Olkusza – ok. 6 kilometra (w ul. Ochronkową)
    - w kierunku Sierszy – ok. 6,5 kilometra (w ul. św. Stanisława)
    - do stacji PKP Trzebinia – ok. 7 kilometra

  - węzeł A4 Chrzanów I – ok. 9 kilometra
  - miasto Chrzanów – ok. 10-15 kilometra (przejazd ul. Trzebińską, Krakowską i Śląską, a w kierunku przeciwnym ul. Śląską, Oświęcimską Droga wojewódzka nr 933[16], Focha, Sienną(droga powiatowa P1015K), Podwale (droga powiatowa P1013K), Trzebińską); zjazdy:
    - w kierunku Płazy i do Szpitala Powiatowego – ok. 10 kilometra (w ul. Szpitalną)
    - w kierunku Zagórza i Babic – ok. 10 kilometra (w ul. Podwale i Borowcową),
    - do dworca autobusowego i przystanku PKP Chrzanów Śródmieście – ok. 10 kilometra (w ul. Zieloną)
    - w kierunku Libiąża i Oświęcimia – ok. 11 kilometra (z ronda w ul. Oświęcimską)
    - w kierunku Balina i do węzła A4 Chrzanów II – ok. 11 kilometra (z ronda w ul. ks. Skorupki)

  - węzeł A4 Cezarówka – ok. 15 kilometra

Część drogi krajowej 79 jest tylko  ulicą jednokierunkową. Jadąc od Trzebini do Jaworzna poruszamy się w centrum Chrzanowa DK79
natomiast od Jaworzna do Trzebini  w Chrzanowie  od ulicy Śląskiej do Trzebińskiej  można tylko poruszać się drogami wojewódzkimi lub powiatowymi.

#### Jaworzno
- długość odcinka – ok. 17,5 km
- biegnie przez dzielnice: Cezarówka Dolna, Byczyna, Bory, Śródmieście, Niedzieliska, Dąbrowa Narodowa.
- przebieg:
  - węzeł autostrady A4
  - ulica Krakowska
    - skrzyżowanie z ul. Gwardzistów (połączenie z dzielnicą Jeziorki) oraz ul. Abstorskich (połączenie z dzielnicą Jeleń)
    - skrzyżowanie z ul. admirała Andrzeja Karwety (DW903; połączenie z dzielnicą Jeleń)
    - skrzyżowanie z ul. Bielańska (dojazd do dzielnicy Bory)
    - skrzyżowanie z ul. J.U. Niemcewicza (dojazd do dzielnicy Bory)

  - ulica Jana Pawła II
    - skrzyżowanie z ul. Braci Gutmanów (dojazd do os. Skałka) i Obwodnicy Południowej
    - skrzyżowanie z ul. Karola Olszewskiego (dojazd do os. Stara Huta)
    - skrzyżowanie z ul. Jana Matejki (dojazd do os. Tadeusza Kosciuszki i os. Górnicze)
    - skrzyżowanie z ul. Kolejową (dojazd do os. Podłęże)
    - skrzyżowanie z ul. Grunwaldzką (dojazd do os. Podwale, os. Gigant)

  - ulica Grunwaldzka
    - skrzyżowanie z al. Piłsudskiego (dojazd do os. Podłęże)
    - skrzyżowanie z ul. Cegielnianą (dojazd do os. Cegielniana)
    - skrzyżowanie z ul. Szczakowską (połączenie z dzielnicą Szczakowa)
    - skrzyżowanie ulic: Grunwaldzkiej, Katowickiej (dojazd do os. Łubowiec i os.Stałe), Wojska Polskiego (dojazd do Elektrowni Jaworzno)

  - ulica Wojska Polskiego
    - skrzyżowanie z ul. Martyniaków (dojazd do Elektrowni Jaworzno II) i Obwodnicy Południowej
    - skrzyżowanie z ul. Wojska Polskiego i Drogi przemysłowej

  - droga przemysłowa
    - skrzyżowanie z ul. Katowicką

#### Sosnowiec
- długość odcinka – ok. 3,6 km
- biegnie przez dzielnice Jęzor, Niwka i Modrzejów
- przebieg:
  - ulica Orląt Lwowskich
    - na odcinku między granicą z Jaworznem a węzłem drogi S1 DK79 dwa pasy ruchu w każdą stronę
    - rondo – skrzyżowanie ze zjazdem z drogi S1 i drogą dojazdową do centrum handlowego „Designer Outlet”
    - skrzyżowanie ze zjazdem z drogi S1
    - rondo – skrzyżowanie z ul. Wojska Polskiego (dojazd do dzielnicy Zagórze)
    - skrzyżowanie z ul. Powstańców (dojazd do dzielnicy Sielec)

  - wiadukt nad Czarną Przemszą
- W roku 2006 ul. Orląt Lwowskich na odcinku od węzła drogi S1 do granicy z Mysłowicami została gruntownie wyremontowana, m.in. skrzyżowanie z ul. Wojska Polskiego przebudowano na rondo.

#### Mysłowice
- długość odcinka – ok. 2,7 km
- biegnie przez dzielnice: Stare Miasto, Śródmieście i Bończyk.
- przebieg:
  - wiadukt nad Czarną Przemszą
  - ulica Krakowska
    - skrzyżowanie z ul. Starokościelną i ul. K. Szymanowskiego (ulice Starego Miasta)

  - skrzyżowanie ulic Krakowskiej, Katowickiej i Oświęcimskiej
  - ulica Katowicka
    - skrzyżowanie z ul. Obrzeżną Północną (dojazd do Sosnowca) i ul. N. Bończyka (dojazd do dzielnicy Bończyk)

#### Katowice
- Katowice-Szopienice
- Rozdzień (S86)
- Katowice-Bogucice
- Rondo
- Koszutka (razem z DTŚ)
- Dąb

#### Chorzów
- Obrzeże Parku Śląskiego i Osiedle Tysiąclecia
- Stadion Śląski
- AKS
- Estakada nad Rynkiem Chorzowskim
- Chorzów 2

#### Bytom
- Łagiewniki
- skrzyżowanie z DW911 (al. Jana Pawła II) (do A1)
- wpada do drogi krajowej 94 (skrzyżowanie z ulicami Karola Miarki i Siemianowicką)